# 동커스터 도시 자치구

동커스터 도시 자치구의 위치

동커스터 도시 자치구(영어: Metropolitan Borough of Doncaster)는 잉글랜드 사우스요크셔주에 위치한 도시 자치구로 면적은 568.0km2, 인구는 304,185명(2014년 기준), 인구 밀도는 540명/km2이다. 중심 도시는 동커스터이며, 그 밖의 동네로는 멕스버러, 코니스버러, 트론, 보트리, 티크힐이 있다.
동커스터 도시 자치구는 1972년 지방 정부법에 따라 옛 동커스터 주급 자치구와 애드윅러스트리트·벤틀리위드아크시·코니스버러·멕스버러·티크힐 도시구, 동커스터 지방구와 트론 지방구, 이스트레트퍼드 지방구의 피닝리 교구, 노팅엄셔주 워크솝 지방구의 하워스 교구 중 일부 지역이 병합되어 1974년 4월 1일에 출범했다.